# Trabala vishnou
La polilla de mirto rosa (Trabala vishnou), es una polilla de la familia Lasiocampidae. Habita en el sur de Asia, incluidos Pakistan, India, Tailandia, Sri Lanka, Myanmar, Java, China, Japón, Taiwan, Hong Kong, Vietnam e Indonesia. Se reconocen cuatro subespecies.

## Descripción

### Adulto
La envergadura de sus alas es de unos 67 mm para las hembras y 47 para los machos. El color del cuerpo del macho es verde manzana. Las antenas son de color marrón ocre. El disco del ala anterior y el margen interno del ala posterior son blanquecinos. Alas delanteras con una tenue línea antemedial pálida curvada por debajo de la costa. Hay una mancha oscura al final de la célula, y una línea postmedial recta pálida y oblicua que se convierte en medial en el ala posterior. Ambas alas tienen una serie de pequeñas manchas oscuras submarginales. La hembra es de color verde amarillento, que se desvanece hacia el ocre. Las líneas y manchas de ambas alas están agrandadas y son negruzcas. La mancha del extremo de la célula del ala anterior es grande, conspicua e irrorizada (salpicada) de escamas negras, y a veces centrada de gris. Una mancha marrón rojiza densamente irrorizada de negro ocupa toda la zona medial interna desde la nervadura mediana hasta el margen interno. Los cilios de las alas son negruzcos.

### Inmaduros

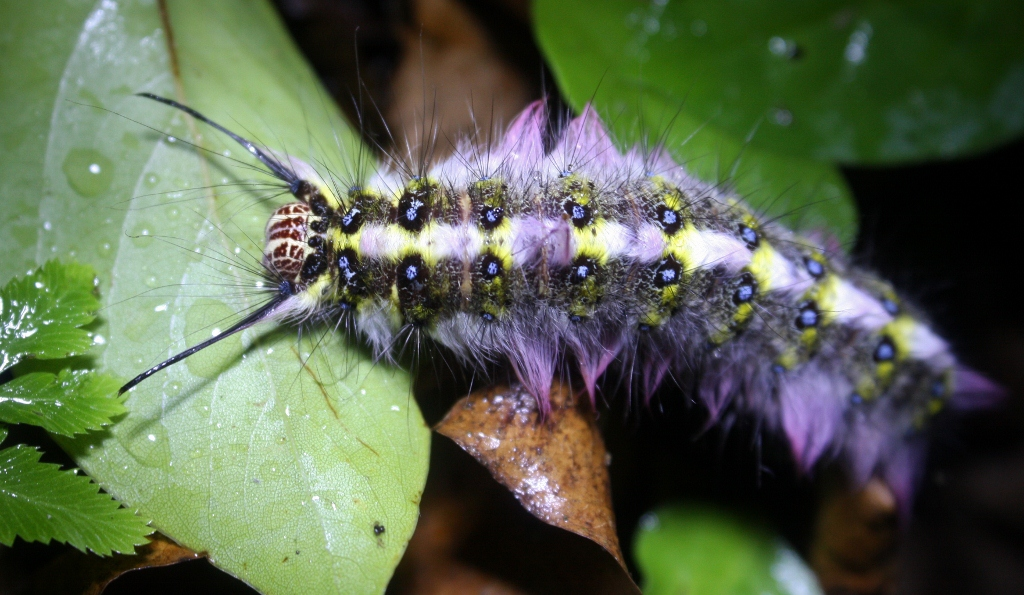
Metamorfosis violeta

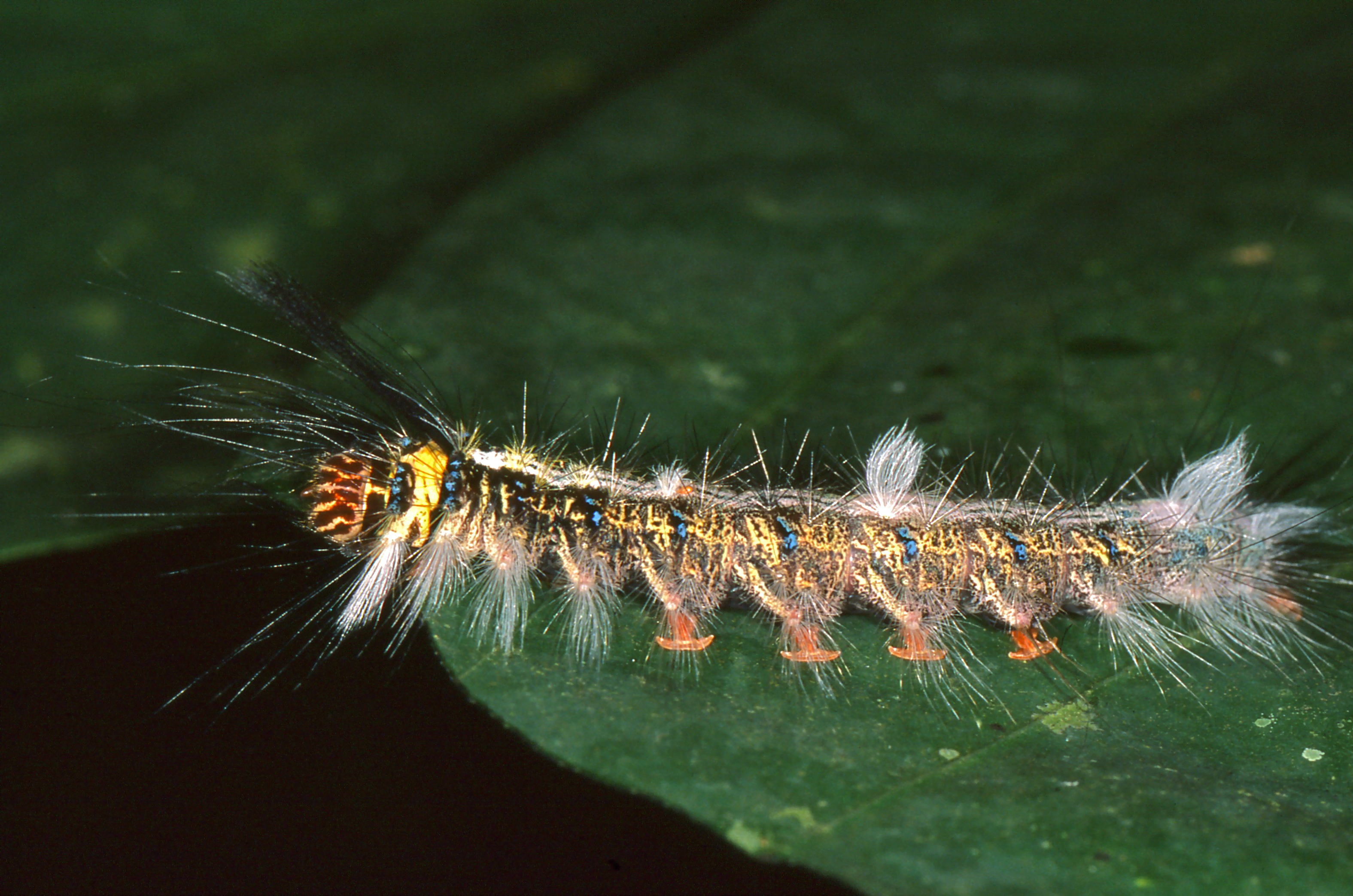
Metamorfosis marrón

La larva tiene la cabeza amarilla manchada de rojo y el color del cuerpo es gris pardo con largos mechones laterales en cada somito. El primer somito es negro y gris, los demás somitos son grises. En cada somito hay un par de manchas negras dorsales y laterales, de las que salen largos pelos negros. Las manchas de los somitos torácicos son coalescentes. En lugar de las orugas de color habituales, se pueden encontrar dos morfos. Algunas larvas son negruzcas con una amplia franja dorsal blanca, los mechones anteriores son de color marrón rojizo. El otro morfo es rojizo con manchas laterales azules. Sin embargo, el capullo es ocre en todos los morfos con pelos negros cortos que sobresalen de él y que son intensamente irritantes.

## Ecología
Las larvas se han criado en especies de Populus y también se alimentan de plantas de ricino, jamón, granada, rosa y sándalo. La avispa bracónida, Cotesia trabalae es un conocido parasitoide de la polilla.

## Subespecies
- Trabala vishnou gigantina Yang, 1978
- Trabala vishnou guttata (Matsumura, 1909)
- Trabala vishnou singhala Roepke, 1951
- Trabala vishnou vishnou (Lefèbvre, 1827)